# Meade County (Kentucky)
Meade County is een county in de Amerikaanse staat Kentucky.
De county heeft een landoppervlakte van 799 km² en telt 26.349 inwoners (volkstelling 2000). De hoofdplaats is Brandenburg.

## Bevolkingsontwikkeling

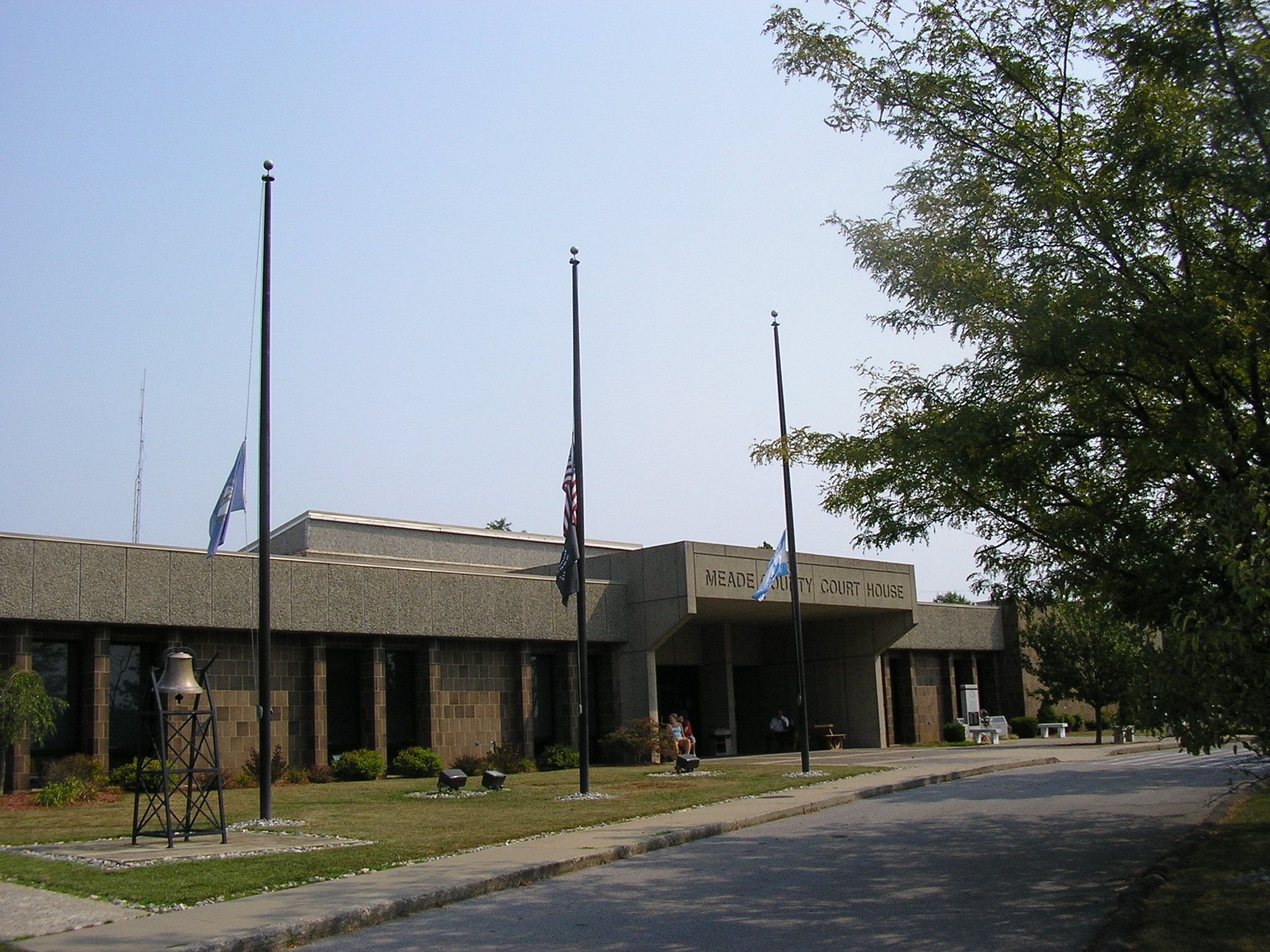
Meade County Courthouse